# Motivator (Album)
Motivator ist das dritte Studioalbum der US-amerikanischen Heavy-Metal-Band High Spirits. Das Album erschien am 16. September 2016 über High Roller Records.

## Entstehung
Sänger Chris Black begann bereits im Mai 2014 mit den Arbeiten für das dritte Album von High Spirits. Erst kurz zuvor hatte er das Vorgängeralbum You Are Here sowie das Album Paranoia seiner Nebenband Aktor fertiggestellt. Black schrieb das Album erneut im Alleingang, spielte aber den Musikern seiner Liveband die aufgenommenen Demos regelmäßig vor und nahm auch Verbesserungsvorschläge an. Während die meisten Lieder mehr oder weniger unverändert auf dem Album landeten wurde das Lied Reach for the Glory mehrfach umarrangiert, bis Black die richtige Version gefunden hatte. 
Chris Black nahm das Album schließlich selbst auf, da er den seiner Meinung nach ungewöhnlichen Klang seiner Band beibehalten wollte. Von den insgesamt elf für das Album geschriebenen Liedern landeten schließlich neun auf dem Album. Laut Chris Black passten die zwei nicht verwendeten Lieder atmosphärisch nicht zum Rest des Albums und gab damit den Grund für die kurze Spielzeit von einer knappen halben Stunden an. Das nicht verwendete Lied Just Like a Dream wurde als B-Seite gleichzeitig mit dem Album erschienene 7"-Single Take Me Home verwendet. Die Single ist auf 500 Exemplare limitiert. Abgemischt wurde das Album von Matt Crookes.

## Hintergrund
Der Albumtitel soll laut Chris Black positiv klingen. Gegenüber dem deutschen Magazin Rock Hard erklärte er, dass es auf der Welt „viel Herzenswärme, einen großen Einfallsreichtum und ein noch größeres Potential, mehr zu erreichen“ gibt. Diese Dinge werden aber leicht vergessen, wenn die Menschen „ständig an die menschliche Grausamkeit erinnert werden“. Motivator wäre laut Black „eine leise Stimme gegen den Chor des Schreckens und des Horrors“. Das von Alexander von Wieding entworfene Albumcover zeigt ein abhebendes Flugzeug.

„Es ist das perfekte Bild, um uns an unsere Leistungen und Errungenschaften zu erinnern. Wir wurden im Sand geboren, aber wir haben gelernt zu fliegen. Wohin wird uns diese Reise von diesem Punkt aus führen?“

Die Texte des Albums sind autobiografisch und handeln von dem, was Chris Black mit High Spirits erreicht hat und noch erreichen will. Do You Wanna Be Famous handelt davon, ob und wie viel eine Band bereit ist zu opfern, um erfolgreich zu sein. Haunted by Love ist das einzig ernstere Lied des Albums. Mit Thank You will sich Chris Black bei allen Menschen bedanken, die ihn unterstützt haben.

## Rezeption
Im deutschen Magazin Deaf Forever wurde Motivator als bestes Album der Ausgabe ausgezeichnet. Manuel Trummer bescheinigte dem Album eine „atemberaubende Unbeschwertheit“ und ein „Weltklasse-Songwriting“. Jedes Lied wäre „ein Hit, der vor positiver Stimmung, motivierenden Lyrics und purer Lebensfreude berstet“. Trummer vergab 9,5 von zehn Punkten. Für Jonathan Walzer vom Onlinemagazin Powermetal.de ist Motivator „eine Großtat der neueren Hard'n'Heavy-Geschichte“. Das Album wäre „erstklassig geschrieben, aufgenommen und produziert“ und könnte „zum Klassiker aufsteigen“. Walzer vergab ebenfalls 9,5 von zehn Punkten. Kritischer zeigte sich Thomas Patsch vom österreichischen Magazin Stormbringer.at. Die neuen Lieder würden „zu altbekannt und kalkulierbar klingen“ und „könne nicht an das Debütalbum anknüpfen“. Motivator wäre „mit Gewöhnungseffekt ausgestattete Stagnation auf allerhöchstem Niveau“, wofür Patsch 3,5 von fünf Punkten vergab.